# Jaych al-Sunna
Jaych al-Sunna (arabe : جيش السنة, « L'Armée de la sunna ») était un groupe rebelle actif de 2015 à 2017 lors de la guerre civile syrienne.

## Histoire

### Fondation
Jaych al-Sunna est formée le 20 mars 2015, par des rebelles issus principalement du gouvernorat de Homs. Elle naît du rassemblent de combattants de la Brigade al-Farouq de Homs ; du Liwa al-Iman, basé à Saraqeb dans le gouvernorat d'Idleb ; et de plusieurs petites unités de Homs et de ses environs. Le chef du groupe est Ammar Bouqai, dit « Abou al-Farouq »

### Affiliations
Le 24 mars 2015, quatre jours après sa fondation, Jaych al-Sunna fait partie des groupes qui forment l'Armée de la conquête dans le gouvernorat d'Idleb,.
Elle fait aussi partie des groupes qui forment le 26 avril 2015 la chambre d'opérations Fatah Halab, active dans le gouvernorat d'Alep.

### Dissolution
Le 28 janvier 2017, Jaych al-Sunna fusionne avec le Front Fatah al-Cham, le Harakat Nour al-Din al-Zenki, le Front Ansar Dine et le Liwa al-Haq pour former Hayat Tahrir al-Cham.

## Idéologie
Selon le chercheur Romain Caillet, Jaych al-Sunna est issu de la rébellion modérée, mais aurait ensuite évolué vers le djihadisme.